# الهباء الحيوي
الهباء الحيوي (بالإنجليزية: Bioaerosol)‏ (اختصارًا للهباء الجوي البيولوجي) هو مجموعه متجزئة من الجسيمات المنبعثة من النظم البيئية الأرضية والبحرية في الغلاف الجوي. تتكون من مكونات حية وغير حية، مثل الفطريات وحبوب اللقاح والبكتيريا والفيروسات. تشمل المصادر الشائعة للهباء الحيوي التربة والمياه والصرف الصحي.
عادةً يُدخل الهباء الحيوي في الهواء عن طريق اضطراب الرياح فوق سطح ما. بمجرد وصولها إلى الغلاف الجوي، يمكن نقلها محليًا أو عالميًا: أنماط / قوة الرياح الشائعة هي المسؤولة عن الانتشار المحلي، بينما يمكن للعواصف الاستوائية وأعمدة الغبار أن تحرك الهباء الحيوي بين القارات. فوق أسطح المحيطات، تتولد الهباء البيولوجية عن طريق رذاذ البحر والفقاعات.
يمكن للهباء الحيوي أن ينقل مسببات الأمراض الجرثومية والسموم الداخلية ومسببات الحساسية التي يكون البشر حساسين لها. ومن الحالات المعروفة انتشار التهاب السحايا بالمكورات السحائية في أفريقيا جنوب الصحراء الكبرى، والذي ارتبط بالعواصف الترابية خلال مواسم الجفاف. حالات تفشي أخرى مرتبطة بأحداث الغبار بما في ذلك الالتهاب الرئوي الميكوبلازما والسل.